# Liste der Kulturdenkmäler in Reichenberg (Rheinland-Pfalz)
In der Liste der Kulturdenkmäler in Reichenberg sind alle Kulturdenkmäler der rheinland-pfälzischen Ortsgemeinde Reichenberg aufgeführt. Grundlage ist die Denkmalliste des Landes Rheinland-Pfalz (Stand: 8. Dezember 2023).

## Einzeldenkmäler
| Bezeichnung      | Lage                                 | Baujahr                  | Beschreibung | Bild                           |
| ---------------- | ------------------------------------ | ------------------------ | --- | ------------------------------ |
| Burg Reichenberg | nördlich des Ortes Lage              | 14. Jahrhundert          | ursprünglich trapezförmige Anlage, 14. Jahrhundert; Kernbau, Bruchstein, Schildmauer, Wehrmauer mit Tor und zwei ausgekragten Rundtürmen, im östlichen Teil dreigeschossige Baugruppe, etwa 1370 bis vor 1385, Vorburggelände mit Wirtschaftsgebäuden und Kapelle, um 1380, 1737/38 verändert; Gesamtanlage mit ehemaliger Nikolauskapelle | weitere Bilder Fotos hochladen |
| Heinrichsmühle   | nördlich des Ortes am Hasenbach Lage | 17. oder 18. Jahrhundert | Fachwerkhaus, teilweise massiv, verkleidet und verschiefert, wohl aus dem 17. oder 18. Jahrhundert, Kniestock aus dem 19. Jahrhundert; Gesamtanlage mit Fachwerkscheune, teilweise massiv, 18. oder 19. Jahrhundert, Stallgebäude, weiteres Wohnhaus                                                                                       | weitere Bilder Fotos hochladen |
| Offenthaler Hof  | südlich des Ortes auf der Höhe Lage  | um 1860/70               | ehemalige Staatsdomäne; Vierseithof, Bruchstein; Gesamtanlage mit Wohnhaus, um 1860/70, zwei Scheunen, um 1900 und um 1930, mehrere Wirtschaftsgebäuden | weitere Bilder Fotos hochladen |